# Torres del Paine nationalpark

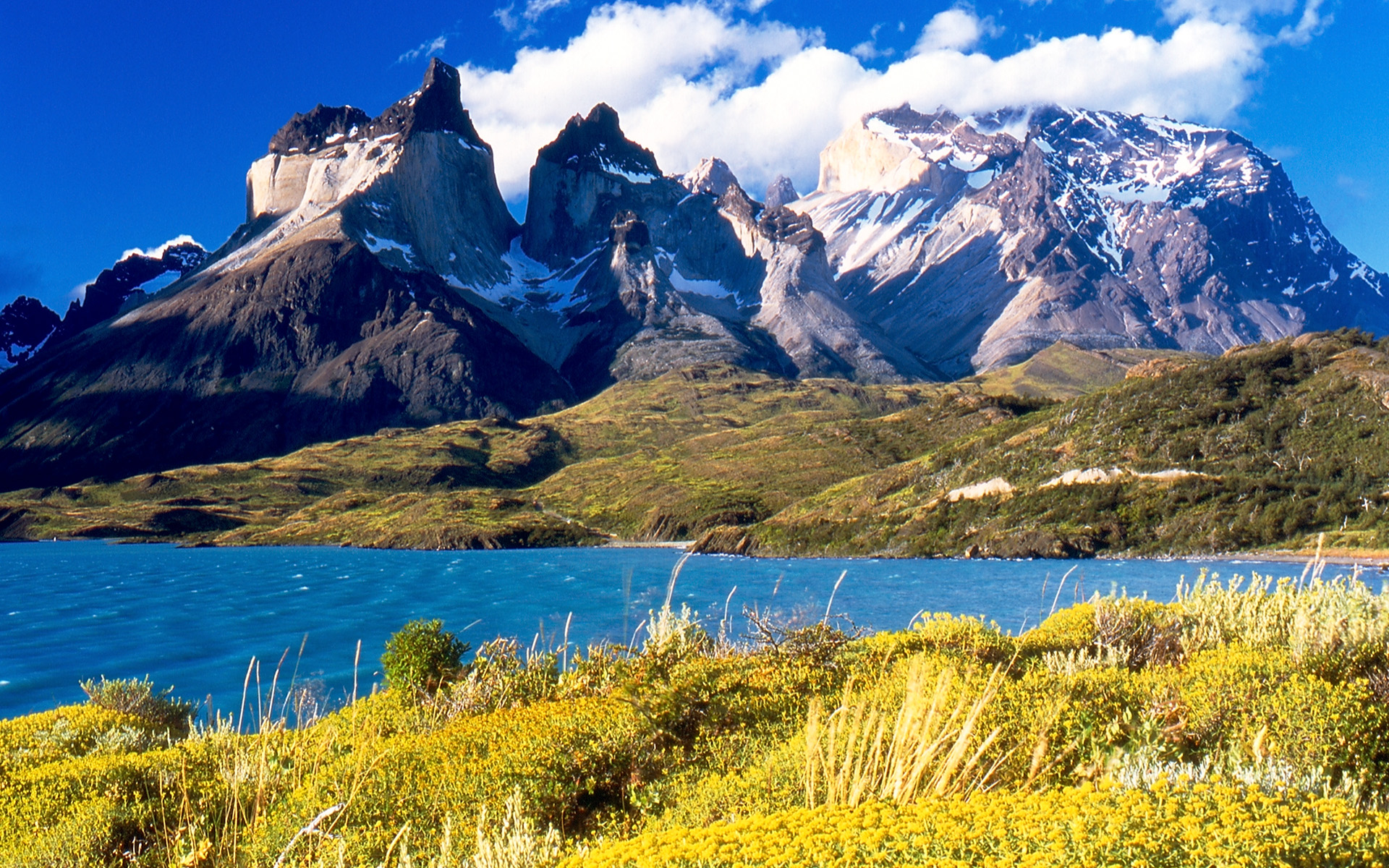
Cuernos del Paine från Lago Pehoe.

Torres del Paine nationalpark (spanska: Parque Nacional Torres del Paine) är en nationalpark med berg, glaciärer, sjöar och floder i chilenska Patagonien. 
Parken är en av de viktigaste och största i Chile. Den är den tredje största i antal besökare – år 2010 besökte 150 000 personer parken. Nationalparken ligger 112 km norr om Puerto Natales och 312 km från Punta Arenas. Det är ett av 11 skyddade områden i Región de Magallanes y de la Antártica Chilena. Parken gränsar i norr mot Los Glaciares nationalpark i Argentina.
I Torres del Paine finns en mångfald av miljöer: berg (där Paineberget med dess höga toppar som når 3050 meter över havet), dalar, floder såsom Painefloden, sjöar (såsom Grey, Pehoé, Nordenskjöld och Sarmiento), glaciärer (Grey, Pingo, Tyndall och Geikie).

## Historia
Parken skapades 13 maj 1959. 1977 donerade Guido Monzino 12 000 hektar till staten och i och med det fastställdes de definitiva gränserna. Unesco deklarerade parken som biosfärområde den 28 april 1978. 

## Kommunikationer till parken
De flesta besökare flyger till Punta Arenas eller Puerto Natales och tar sedan en buss till parken. 

## Klimat
Enligt Köppens system för klimatindelning ligger parken inom den tempererade klimatzonen. Väderförhållandena i parken varierar mycket med mycket vind och regn. De mest nederbördsrika månaderna är mars och april med ett genomsnitt av 80 mm. Detta är dubbelt så mycket jämfört med juli-oktober (vintern), som är torrare. 
Under sommarhalvåret (oktober–mars) håller sig temperaturen under 16 grader och på vintern håller sig temperatuen i genomsnitt på -2,5 grader.